# ليتريس جوى
ليتريس جوى (بالإنجليزية: Leatrice Joy) هي ممثلة أمريكية، ولدت في 7 نوفمبر 1893 بنيو أورلينز في الولايات المتحدة، وتوفيت في 13 مايو 1985 في الولايات المتحدة.

## أعمال

### أفلام
- (1923) الوصايا العشر

## وصلات خارجية
- ليتريس جوى على موقع IMDb (الإنجليزية)
- ليتريس جوى على موقع ألو سيني (الفرنسية)
- ليتريس جوى على موقع أول موفي (الإنجليزية)
- ليتريس جوى على موقع قاعدة بيانات الأفلام السويدية (السويدية)
- ليتريس جوى على موقع إن إن دي بي (الإنجليزية)
- ليتريس جوى على موقع قاعدة بيانات الفيلم (الإنجليزية)
- ليتريس جوى على موقع كينوبويسك (الروسية)